# Pik Kolpak
Pik Kolpak är en bergstopp i Antarktis. Den ligger i Östantarktis. Australien gör anspråk på området. Toppen på Pik Kolpak är 516 meter över havet.
Terrängen runt Pik Kolpak är platt åt sydväst, men åt nordost är den kuperad. Terrängen runt Pik Kolpak sluttar brant österut. Trakten är obefolkad. Det finns inga samhällen i närheten.